# Lista över ordenskanslister vid Kungl. Maj:ts Orden
Detta är en lista över Kungl. Maj:ts Ordens kanslister.

## Ordenskanslister
- 1801–1808: Carl Wilhelm Seele
- 1818–1814: Aron Hjort
- 1814–1818: Carl Georgi
- 1818–1820: Nils Sundius
- 1821–1823: G. A. Schierbeck
- 1824–: John Engström
- 1824–: B. Beskow
- 1825–: Paul Holst
- 1826–: Nils Emanuel Müller
- 1827–: Göran Didric Wåhlberg
- 1828–1830: Martin Fredric Åberg
- 1830–: John Arvid Afzelius
- 1830–: Nils Fredric Wallenstéen
- 1830–: Gustaf Adolph Brandel
- 1832–: Olof Nyblaeus
- 1838–: Carl ANton Kork
- 1838–: Carl Anders Backman
- 1838–: Erik von Stahl
- 1901–1902: Ernst Gustaf Norström
- 1902–1903: Sven Axel Ludvig Liljencrantz
- 1903–1904: Reinhold Hugo Josef Rudbeck
- 1906–1909: Edvin Österberg
- 1910–1914: Thorsten Wilhelm Törngren
- 1914–1915: Erik Gustaf Benjamin Grillo Tersmeden
- 1915–: Harry Axelsson Johnsson
- 1911–: Isak Gustaf Alfred Collijn

### Ordenskanslister i Norge
- 1820–1821: Ruge Heman
- 1823–: Kjerulff
- 1823–: Hofgaard
- 1832–: Hans Lassenius Bernholst
- 1835–: Niels Anker